# خانه خان بابا خان
عمارت سلطانیه بلده نور مربوط به دوره قاجار است و در شهرستان نور، شهر بلده واقع شده و این اثر در تاریخ ۲۸ اسفند ۱۳۸۵ با شمارهٔ ثبت ۱۸۶۹۷ با نام خانه خانبابا خان به‌عنوان یکی از آثار ملی ایران به ثبت رسیده است.
این عمارت متعلق به خاندان سلطانی نوری میباشد و حدود یک قرن و‌ نیم پیش توسط میرزا محمد حسن خان سلطانی نوری (ملقب به معین اصطبل) در زمینی به مساحت هفت هزار متر بنا شده است. 
این عمارت دارای چندین باغ میباشد که شامل اندرونی ، بیرونی ، پشت باغ و باغ سه گوش است.
مساحت بنای اولیه حدود دو هزار متر مربع بوده است که شامل عمارت ، مطبخ یا همان اشپزخانه و طویله سرا میشده است.
مطبخ و طویله سرا متاسفانه در نیم قرن اخیر به علت کهولت بنا از بین رفته اند و اثری از انها به جای نمانده ولی عمارت که در طبقه همکف پانصد متر مربع دارد و با طبقه اول با جمعا هزار متر مربع هنوز باقی مانده و پابرجا میباشد.
ساخت عمارت سلطانیه حدود هشت سال طول کشیده است و به علت کوهستانی بودن منطقه و‌ دشواری حمل و نقل مصالح ساختمانی به بلده و همینطور به علت سرمای شدید زمستانی در مناطق ییلاقی باعث طولانی شدن ساخت این عمارت شده است.
در ساخت این بنا ماهر ترین بنا ها و نجار ها و استادکاران زمان قاجار دخیل بوده اند.
نقشه این بنا بسیار سنت شکن در زمان خود بوده و هیچ شباهتی به بناها و سازه های همزمان خود نداشته است.
در دوران قاجار بیشتر روال بوده که خانه ها بصورت سه ضلعی ساخته میشدند و اکثرا حوضی در وسط ان بنا میشد ولی ارشیتکتور این بنا بسیار متفاوت از سازه های همزمان خود بوده است.
افسانه و روایت های زیادی از بزرگان ایران و مازندران که به عمارت سلطانیه امده اند وجود دارد ، یکی از انها دیدار ناصرالدین شاه قاجار است ، ناصرالدین شاه که چندین بار برای شکار به بلده سفر کرده بود ، در یکی از سفرهایش در زمین بزرگ و‌ مسطحی به نام یوراو در بلده که متعلق به میرزا محمد حسن خان سلطانی نوری (ملقب به معین اصطبل) بود اردوی همایونی خود را برپا میکند و روزی به دعوت میرزا محمد حسن خان به عمارت سلطانیه رفته و برای پادشاه ایران در سماور ذغالی شروع  به دم کردن چای میکنند ، میرزا محمد حسن خان برای ثابت کردن ارادت و چاکری خود به سلطان صاحبقران ناصرالدین شاه قاجار ، جلوی ایشان انقدر اسکناس های یک تومانی در سماور میریزد تا با اتش ان ، اب سماور به جوش امده و چای اعلایی برای پادشاه دم بکشد.
روایت است که ناصرالدین شاه به نجاری که مشغول کار در گوشه ای از عمارت بوده توجه خاصی داشته و با تحصین ان نجار در ظرافت کارش ، پیشنهاد میدهد که بعد اتمام کارش به طهران بیاید و در خدمت پادشاه قاجار باشد.
روایت است که موقعی که ناصرالدین شاه قصد ترک عمارت سلطانیه به سوی اردوی همایونی خود را داشته ، میرزا محمد حسن خان بنچاق مالکیت عمارت سلطانیه را بر روی سینی گذاشته و‌ پیشکش ناصرالدین شاه میکند ، شاه قاجار این پیشکش را پذیرفته ولی موقع خروج از عمارت ، بنچاق عمارت را به میرزا محمد حسن خان معین اصطبل پس میدهد.
از جمله بزرگانی که در عمارت سلطانیه رفت و امد داشتند:
نیما یوشیج ، شیخ فضل‌الله نوری ، امیرمصدق خواجه نوری ، شیخ مهدی نوری ، ایت الله شهرستانی ، شیخ یحیی نوری ، میرزا محمود خان سراج الدوله بهزادی ، نظام الممالک تاکری ، مصدق الممالک ، استاد بنان , سرهنگ علی پاشا نوری اسفندیاری ، اسدالله یمین اسفندیاری ملقب به یمین الممالک و بسیاری از بزرگان قاجاری ...
از نوادگان دختری میرزا محمد حسن خان سلطانی نوری (ملقب به معین اصطبل) میتوان دکتر نورالدین کیانوری و دکتر اختر کیانوری را نام برد که در عمارت سلطانیه به دنیا امدند. 
میرزا محمد حسن خان نوری بلده ای ، نایب اصطبل خاصه مبارکه همایونی فرزند کاظم سلطان نوری همانند پدر خود از نظامیان برجسته در زمان قاجار بود که در قسمت سواره نظام ارتش قاجار خدمت مینمود و در اواخر دوران خدمت ، سمت نایب اصطبل خاصه همایونی ناصرالدین شاه قاجار را دارا بود که در سال ۱۳۱۷ قمری مساوی با ۱۲۷۸ شمسی از صدراعظم ایران اتابک اعظم ، امین السلطان لقب معین اصطبل را دریافت نمود. 
معین اصطبل بعد از بازنشستگی در ارتش در اواخر عمر خود مدتی خزانه دار و تحویل دار خاصه همایونی مظفرالدین شاه قاجار بود و در سال ۱۳۲۲ قمری مساوی با ۱۲۸۳ شمسی در تهران درگذشت.  